# 中微半导体
中微半导体是一家中国半导体芯片制造商。中微半导体也是台灣積體電路製造刻蚀设备的五家供应商之一。
2004年5月，曾在应用材料和泛林集团工作过的尹志尧与他人共同创立中微半导体。当时尹志尧已年届60，正考虑退休，一位已在中國從政的中学同学邀请他回国。尹志尧於是带领15名员工前往上海创立了中微半导体。高通和三星集团都是中微半导体的早期投资者。三年之内，中微半导体就研發出了自己的刻蚀机。 
2007年，应用材料起訴中微半导体，声称尹志尧及其他几名员工均为該公司前员工，中微半導體涉及竊取公司专利。 2010 年，两家公司达成和解，雙方決定共享专利。 
2009年，泛林集团在台湾对中微半导体提起专利诉讼，但被法院驳回。 2010年12月。中微半导体在上海对泛林集团提起反诉，指控其侵犯該公司的离子刻蚀设备相关機密。 2017年3月，法院判决中微半导体胜诉，但泛林集团提起上诉。 2023年6月30日，上海市高级人民法院依然判决中微半导体胜诉。 
2017年， Veeco公司对中微半导体提起专利诉讼，但在2018年1月，中国海关以Veeco侵犯中微半导体专利为由，扣留了Veeco公司进口的有机金属化学气相沉积设备。2018年2月，双方就专利诉讼达成和解协议。 
2019年7月22日，中微半导体首次公开募股，並在上海證券交易所科創板上市。上海创业投资、香港交易所和国家大基金是中微半导体的大股东。 
2023年9月，尹志尧表示，美国對中國的相關設備出口限制对中微半导体的经营影响微乎其微，因為受限制的80%进口设备到年底都可以由国产替代品取代。 
2024年1月31日，美国国防部将中微半导体列入中国军工企业名单中。 中微半导体表示该公司与军方没有任何关系，且即使列入該名单也不会对該公司的运营产生重大影响。 8月16日，中微半导体向美国法院提交诉状，要求美国国防部将其移出“中国军事企业清单”。